# Seconda guerra di 'ndrangheta
La seconda guerra di 'ndrangheta è la guerra scoppiata tra il 1985 e il 1991 tra molte 'ndrine calabresi, successiva alla prima guerra degli anni settanta. Il conflitto provocò circa 700 morti e ridefinisce la struttura gerarchica e organizzativa della mafia calabrese. È considerato come il secondo conflitto più brutale e sanguinario nella storia della mafia italiana (perché il più brutale in Italia fu la Seconda guerra di Cosa Nostra).

## Cause
La guerra scoppiò perché le varie 'ndrine, che erano totalmente indipendenti l'una dall'altra, non avevano trovato un accordo per lo sfruttamento degli enormi capitali accumulati. Alla fine non ci fu né un vincitore né uno sconfitto ma si decise di dotarsi di una sorta di cupola, un organo supremo simile a quello di Cosa Nostra.

## Svolgimento
L'inizio della guerra scoppia nella città di Reggio Calabria dove nascono dei problemi tra gli Imerti e i De Stefano perché i De Stefano volevano espandere il loro potere fino a Villa San Giovanni territorio degli Imerti.
Giuseppina Condello, sorella dei fratelli Condello, sottocapi dei De Stefano nel 1983 va in moglie ad Antonio Imerti, dell'omonimo clan di Villa San Giovanni. Questa alleanza avrebbe indebolito i De Stefano e l'11 ottobre 1985 Antonio Imerti, detto "nano feroce", capobastone dell'omonima 'ndrina subisce un attentato dal quale riesce a salvarsi: viene fatta esplodere un'autobomba vicino alla sua macchina blindata a Villa San Giovanni; moriranno i suoi guardaspalle ma lui no.
Due giorni dopo, Paolo De Stefano, mentre si trovava in moto nel quartiere Archi di Reggio Calabria, viene invece freddato 12 volte da 5 sicari di Antonio Imerti. Così scoppia la guerra tra le due 'ndrine. Con gli Imerti si schierano i Condello, i Saraceno, i Fontana, i Rosmini, i Lo Giudice e i Serraino, per i De Stefano capeggiati ora da Orazio, fratello di Paolo ci sono i Libri, i Tegano, i Latella, i Barreca, i Paviglianiti e gli Zito.
Per rinsaldare il legame con i Tegano Orazio il 2 dicembre 1985 sposò la nipote di Giovanni Tegano, Antonietta Benestare.
Nel gennaio 1988 vengono arrestati i fratelli Paolo e Domenico Condello autori dell'omicidio di Paolo De Stefano.
Domenico Libri divenne poi il nuovo capo dell'alleanza con Giovanni Tegano.
Il figlio di Domenico, Pasquale Rocco Libri fu ucciso da un cecchino in carcere, durante l'ora d'aria nel settembre 1988.
Sempre un cecchino aveva già tentato di ucciderlo all'uscita dal tribunale di Reggio Calabria, scortato dai carabinieri.

## Pace
I morti accertati sono 621, anche se il numero varia tra i 500 e i 1000.
La pace si trovò solo nel 1991, Antonino Mammoliti fu il garante per gli Imerti, mentre Antonio Nirta per i De Stefano, e Domenico Alvaro, capo della locale di Sinopoli faceva da terzo mediatore. 
Secondo diversi pentiti, tra cui Pasquale Barreca e Francesco Fonti furono coinvolti anche membri della mafia siciliana, tra cui Leoluca Bagarella che suggerirono la creazione di una commissione interprovinciale, ma venne coinvolto anche Salvatore Riina per il raggiungimento dell'accordo di pax mafiosa, il boss corleonese si recò in Calabria vestito da prete e venne ospitato a casa sua dal boss di Africo Giuseppe Morabito, detto u tiradrittu. Le cosche calabresi pagarono però un prezzo per questa mediazione di Cosa Nostra ovvero l'omicidio del giudice Antonino Scopelliti, personaggio scomodo per la mafia siciliana dato che rappresentava la pubblica accusa in cassazione per il maxiprocesso.
Con il pentimento di Filippo Barreca (santista) avvenuto l'8 ottobre 1992 mentre era carcerato a Cuneo, condannato a 9 anni per narcotraffico e con quello precedente di Giacomo Lauro del 9 maggio 1992) si svelano retroscena della seconda guerra di 'Ndrangheta. Le loro rivelazioni saranno utili anche nelle operazioni Olimpia 1, 2, 3 e 4.

## Conseguenze
Le aree di influenza delle 'ndrine in provincia di Reggio Calabria sono state suddivise in 3 macroregioni: La Piana (Piana di Gioia Tauro), La Montagna (la Locride) e La Città (Reggio Calabria). 
I membri di queste 3 aree si riuniscono nella commissione interprovinciale o camera di controllo detta Provincia o Crimine.

## Commissione interprovinciale o Provincia
I membri della Commissione interprovinciale:
- Domenico Tripodi e/o Cosimo Alvaro (Sinopoli)
- Salvatore Aquino (Marina di Gioiosa Ionica)
- Santo Araniti (Reggio Calabria)
- Francesco Barbaro (Platì)
- Umberto Bellocco o suo fratello Carmelo Bellocco (Rosarno)
- Giuseppe Cataldo (Locri)
- Francesco Commisso o Giuseppe Commisso (Siderno)
- Pasquale Condello (Reggio Calabria)
- Natale Iamonte (Melito di Porto Salvo)
- Domenico Libri (Reggio Calabria)
- Antonio Mammoliti (Oppido Mamertina e Castellace)
- Giuseppe Morabito (Africo)
- Francesco Mazzaferro (Marina di Gioiosa Ionica)
- Antonio Nirta "Il vecchio" (San Luca)
- Rocco Papalia (Platì)
- Antonio Pelle "Gambazza" (San Luca)
- Giuseppe Piromalli e/o Gioacchino Piromalli (Gioia Tauro)
- Sebastiano Romeo (San Luca)
- Domenico Serraino e suo fratello Paolo Serraino (Reggio Calabria)
- Giovanni Tegano (Reggio Calabria)
- Luigi Ursino (Gioiosa Ionica)

### Altre guerre di mafia degli anni '80
- Faida tra Nuova Camorra Organizzata e Nuova Famiglia
- Seconda guerra di mafia